# Skeeby
Skeeby is een civil parish in het bestuurlijke gebied Richmondshire, in het Engelse graafschap North Yorkshire.
Het dorp is gelegen aan de hoofdweg A6108 tussen Scotch Corner en Richmond.